# Wapen van Wanneperveen

Het wapen van Wanneperveen

Het wapen van Wanneperveen werd op 14 november 1898 per Koninklijk Besluit van de Hoge Raad van Adel aan de Overijsselse gemeente Wanneperveen toegekend. Vanaf 1973 is het wapen niet langer als gemeentewapen in gebruik omdat de gemeente Wanneperveen opging in de gemeente Brederwiede. De kandelaars en kaarsen in het wapen van Wanneperveen zijn opgenomen in het wapen van Brederwiede.

## Blazoenering
De blazoenering van het wapen luidt als volgt:
In azuur 3 kaarsen van zilver met vlammen van keel, geplaatst op kandelaren van goud.

## Verklaring
Met de drie kaarsen worden de drie dorpen in de gemeente uitgebeeld: Wanneperveen, Wanneper en Dinksterveen. Zij vormden vroeger het schoutambt Wanneper- en Dinksterveen, die als spreuk Lux lucet in tenebris voerde. Deze spreuk betekent Het licht schijnt in de duisternis en is terug te vinden in het Laatste Evangelie uit het Evangelie volgens Johannes.

## Verwante wapens

Wapen van Brederwiede

Ambt Almelo
· Ambt Delden
· Ambt Hardenberg
· Ambt Ommen
· Ambt Vollenhove
· Avereest
· Bathmen
· Blankenham
· Blokzijl
· Brederwiede
· Den Ham
· Denekamp
· Diepenheim
· Diepenveen
· Genemuiden
· Giethoorn
· Goor
· Grafhorst
· Gramsbergen
· Hasselt
· Heino
· Holten
· IJsselham
· IJsselmuiden
· Kamperveen
· Kuinre
· Lonneker
· Markelo
· Nieuwleusen
· Noordoostpolder
· Oldemarkt
· Olst
· Ootmarsum
· Rijssen
· Stad Almelo
· Stad Delden
· Stad Hardenberg
· Stad Ommen
· Stad Vollenhove
· Steenwijk
· Steenwijkerwold
· Urk
· Vollenhove
· Vriezenveen
· Wanneperveen
· Weerselo
· Wijhe
· Wilsum
· Zalk en Veecaten
· Zwartsluis
· Zwollerkerspel